# Country Boots
Country Boots es un álbum de estudio del saxofonista tenor estadounidense Boots Randolph. Fue publicado en mayo de 1974 a través del sello Monument Records.

## Recepción de la crítica
Un escritor no especificado de Billboard escribió: “Una colección de estándares, realizada al estilo Boots Randolph, que es el tipo de estilo más elevado”.

## Lista de canciones
| Lado uno |                                                   |                                      |          |  |
| N.º      | Título                                            | Escritor(es)                         | Duración |  |
| 1.       | «Wabash Cannonball»                               | A. P. Carter                         | 2:30     |  |
| 2.       | «Once a Day»                                      | Bill Anderson                        | 2:21     |  |
| 3.       | «Tennessee Waltz»                                 | Redd Stewart Pee Wee King            | 2:48     |  |
| 4.       | «Ruby (Don't Take Your Love to Town)»             | Mel Tillis                           | 2:36     |  |
| 5.       | «Take Me Home, Country Roads»                     | Bill Danoff Taffy Nivert John Denver | 2:42     |  |
| 6.       | «I Can't Help It (If I'm Still In Love With You)» | Hank Williams                        | 2:35     |  |

| Lado dos |                                    |                              |          |  |
| N.º      | Título                             | Escritor(es)                 | Duración |  |
| 1.       | «Jambalaya (On the Bayou)»         | Williams                     | 2:16     |  |
| 2.       | «Stand by Your Man»                | Tammy Wynette Billy Sherrill | 2:40     |  |
| 3.       | «Today I Started Loving You Again» | Merle Haggard Bonnie Owens   | 2:33     |  |
| 4.       | «Old Joe Clark»                    | tradicional                  | 2:04     |  |
| 5.       | «Behind Closed Doors»              | Kenny O'Dell                 | 2:40     |  |
| 6.       | «Wildwood Flower»                  | Carter                       | 2:38     |  |

## Créditos y personal
Créditos adaptados desde las notas de álbum de Country Boots.
Músicos
- Chet Atkins – guitarra acústica en «Wildwood Flower»
- Maybelle Carter – autoarpa, guitarra en «Wildwood Flower», coros en «Take Me Home, Country Roads» y «Wildwood Flower»
- Harold Bradley – guitarra
- Grady Martin – guitarra
- Chip Young – guitarra
- Ray Edenton – guitarra
- Weldon Myrick – steel guitar
- Floyd Cramer – piano
- Bill Pursell – piano
- John Propst – piano
- Buddy Spicher – violín tradicional
- Bobby Thompson – banjo
- Uncle Josh Graves – dobro
- Bob Moore – bajo eléctrico
- Henry Strzelecki – bajo eléctrico
- Buddy Harmon – batería
- Farrell Morris – percusión
- The Carter Sisters – coros en «Take Me Home, Country Roads» y «Wildwood Flower»
- The Nashville Sounds – coros

Personal técnico
- Fred Foster – productor
- Tommy Strong – ingeniero de audio
- Mort Thomasson – ingeniero de audio
- Chet Atkins – notas de álbum

## Posicionamiento
| Gráfica (1974)                                    | Pico de posición |
| ------------------------------------------------- | ---------------- |
| Estados Unidos (Billboard Hot Country LP's)       | 30               |
| Estados Unidos (Cash Box Top Country LP's)        | 37               |
| Estados Unidos (Record World Country Album Chart) | 34               |